# James Leeper Johnson
James Leeper Johnson (* 30. Oktober 1818 bei Smithland, Livingston County, Kentucky; † 12. Februar 1877 in Owensboro, Kentucky) war ein US-amerikanischer Politiker. Zwischen 1849 und 1851 vertrat er den Bundesstaat Kentucky im US-Repräsentantenhaus.

## Werdegang
James Johnson wurde an privaten Schulen erzogen. Im Jahr 1836 kam er nach Owensboro. Nach einem Jurastudium und seiner 1841 erfolgten Zulassung als Rechtsanwalt begann er dort in seinem Beruf zu arbeiten. Politisch war Johnson Mitglied der Whig Party. Im Jahr 1844 wurde er in das Repräsentantenhaus von Kentucky gewählt.
Bei den Kongresswahlen des Jahres 1848 wurde Johnson im zweiten Wahlbezirk von Kentucky in das US-Repräsentantenhaus in Washington, D.C. gewählt, wo er am 4. März 1849 die Nachfolge von Beverly L. Clarke antrat. Bis zum 3. März 1851 konnte er eine Legislaturperiode im Kongress absolvieren. Im Jahr 1850 wurde er von seiner Partei für eine weitere Amtszeit aufgestellt; Johnson lehnte die Nominierung aber ab. Seine Zeit im Kongress war von den Diskussionen um die Sklaverei im Vorfeld des Bürgerkrieges geprägt.
Nach dem Ende seiner Zeit im US-Repräsentantenhaus praktizierte Johnson wieder als Anwalt in Owensboro. Dort wurde er auch in der Landwirtschaft tätig. Zwischen Mai und September 1867 war er Richter im Daviess County. James Johnson starb am 12. Februar 1877 in Owensboro, wo er auch beigesetzt wurde.